# Egentliga Finlands förbund

Egentliga Finlands landskapsvapen.

Egentliga Finlands förbund (finska: Varsinais-Suomen liitto) är ett av Finlands landskapsförbund, en samkommun som består av 27 kommuner i landskapet Egentliga Finland. Till förbundets viktigaste uppgifter hör bland annat planläggningen av landskapet och uppgifter i anslutning till regionutvecklingen. Landskapsfullmäktige och -styrelsen ansvarar för beslutsfattandet.
Förbundets lokaler finns i Åbo centrum vid Slottsgatan, dit förbundet flyttade efter att man beslöt att riva den gamla lokalen vid Bangårdsgatan år 2020.

## Beslutsfattande
Landskapets högsta beslutande organ är landskapsfullmäktige, bestående av 104 ledamöter, vilka ansvarar för landskapets strategiska inriktning. Landskapsstyrelsen, bestående av 19 medlemmar, har ansvaret för förbundets operativa ledning. Landskapsfullmäktige väljs av medlemskommunerna i förbundet. Landskapsstyrelsen utses av landskapsfullmäktige enligt de politiska styrkeförhållandena.
Till förbundets andra förtroendeorgan hör landskapets samarbetsgrupp MYR, organisationssektionen, kommittén för projektfinansiering, markanvändningssektionen, skärgårdskommissionen, kulturkommittén, kommissionen för språklig service och revisionsnämnden.

## Auroramedaljen
Egentliga Finlands förbund delar årligen ut Auroramedaljen till en person, ett samfund eller en myndighet som har arbetat för landskapet inom vetenskap, konst eller annan kulturverksamhet. Därtill kan medaljen tilldelas en person som kommer från Egentliga Finland och på ett betydande sätt har medverkat i kulturverksamheten i landet.

## Medlemskommunerna
Följande kommuner är medlemmar i Egentliga Finlands förbund:
Aura kommun, Gustavs, Kimitoön, Koskis Åbl, Letala, Lundo, Loimaa, Masko, Nousis, Nystad, Nådendal, Oripää, Pargas, Pemar, Pyhäranta, Pöytis, Reso, Rusko, Sagu, Salo, Somero, S:t Karins, S:t Mårtens, Tövsala, Virmo, Vemo och Åbo